# Dactyladenia dewevrei
Dactyladenia dewevrei là một loài thực vật có hoa trong họ Cám. Loài này được (De Wild. & T.Durand) Prance & F.White mô tả khoa học đầu tiên năm 1979.